# سابین ایشنبرگر
سابین ایشنبرگر (انگلیسی: Sabine Eichenberger؛ زادهٔ ۲۵ سپتامبر ۱۹۶۸) ورزشکار اهل سوئیس است.
وی در مسابقات کشوری و بین‌المللی در مجموع برندهٔ ۱ مدال نقره شده‌است.